# Rătăcitor printre stele
Rătăcitor printre stele (1915, în engleză The Star Rover, în Regatul Unit publicat ca The Jacket) este un roman științifico-fantastic de Jack London. În limba română, romanul a fost tradus de Zoe Virgil Arion în 1931 și a apărut la Editura I. G. Hertz în Colecția celor 15 lei. Este o poveste relatată la persoana I (profesorul Darrell Standing) care implică teme ca misticism și reîncarnare.

## Prezentare
Scris ca o povestire în ramă, romanul descrie la persoana I momente din viața lui Darrell Standing, un profesor universitar care este închis pe viață în închisoarea de stat din San Quentin pentru uciderea unui profesor coleg într-un moment de mânie roșie. Oficialii închisorii încearcă să-i distrugă spiritul prin intermediul unui dispozitiv de tortură denumit "the jacket", o cămașă de forță din pânză care poate fi strânsă foarte tare pentru a strânge ca într-o menghină întregul corp, provocând angină pectorală. Standing descoperă cum să reziste torturii intrând într-un fel de stare de transă, în care se plimbă printre stele și trăiește fragmente din viețile trecute.
Am străbătut spațiul interstelar, înălțat de cunoașterea faptului că eram legat de o aventură vastă, unde, în cele din urmă, aș găsi toate formulele cosmice și aș fi descoperit secretul final al universului. În mâna mea am avut o baghetă lungă din sticlă. Am înțeles că trebuie să ating orice stea în trecere cu această baghetă. Și am știut, la modul absolut, că dacă aș fi ratat o singură stea, ar fi trebuit să fiu aruncat  într-un abis neînduplecat de pedeapsă și vinovăție eternă de neimaginat .

## Ecranizări

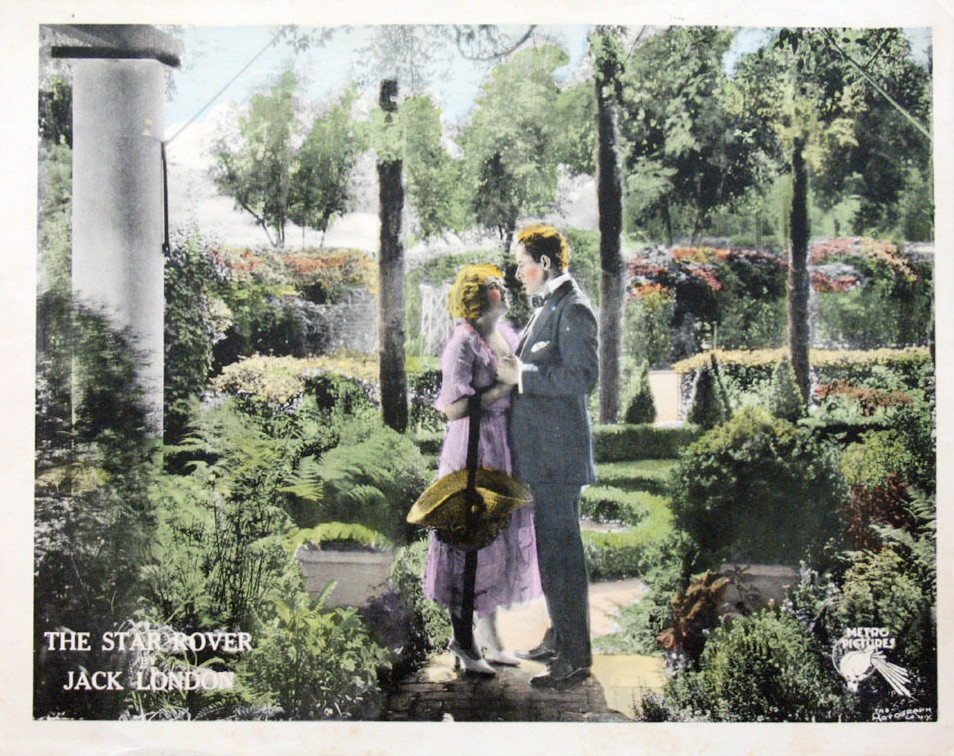
Star Rover, 1920

A fost ecranizat ca The Star Rover  în 1920, un film mut alb-negru cu Courtenay Foote, un cunoscut actor de teatru și de film al timpului, în rolul Dr. Hugh Standing.
Filmul The Jacket (Cămașa de forță) din 2005 regizat de John Maybury este vag bazat pe acest roman. Povestea filmului este menționată ca fiind creată de Marc Rocco și Tom Bleecker. Jack London nu este menționat. Cu toate acestea, regizorul a spus că filmul "se bazează pe o poveste adevărată care a devenit povestea lui Jack London".

## Traduceri în limba română
- Rătăcitor printre stele, 1931, Editura I. G. Hertz,  Colecția celor 15 lei; traducere de Zoe Virgil Arion
- Rătăcitor printre stele, 1991, Editura Galaxia Sud, București,  Colecția Fantastic Club, nr. 6; traducere de Zoe Virgil Arion. Ediție revizuită de Mioara Dorobanțu. Coperta și ilustrațiile: Ion Murea. ISBN 973-9079-00-8
- Rătăcitor printre stele, mai 2012, Editura Pro Dao; traducere de Nicu Gecse. ISBN 978-606-92997-5-3